# باول غانغلين
باول غانغلين (بالإنجليزية: Paul Gangelin)‏ هو كاتب سيناريو أمريكي، ولد في 7 نوفمبر 1898 في ميلواكي في الولايات المتحدة، وتوفي في 25 سبتمبر 1961 في لوس أنجلوس في الولايات المتحدة.

## وصلات خارجية
- باول غانغلين على موقع IMDb (الإنجليزية)
- باول غانغلين على موقع قاعدة بيانات الفيلم (الإنجليزية)